# Робін Фінк
Робін Фінк (англ. Robin Finck; нар. 7 листопада 1971) — американський музикант, гітарист гурту Nine Inch Nails і колишній соло-гітарист Guns N' Roses. Він також один з небагатьох музикантів, що грали в двох різних гуртах, які потрапили в список «сто найкращих хард-рок виконавців», складений телеканалом VH1. Nine Inch Nails в цьому списку присвоєно #43, а Guns N' Roses — #9.

## Біографія
Робін народився і виріс в Марієтті, штат Джорджія. Він грав в декількох маловідомих групах в Атланті. У 1994 році він приєднався до Nine Inch Nails та вирушив з ними в Self Destruct-тур. Він також виступав з Nine Inch Nails на Woodstock '94. Коли тур NIN закінчився, Робін став грати в цирковій трупі Cirque du Soleil у їхньому першому турі Quidam. У 1996 році його запросили до Guns N' Roses, замість Слеша (Slash), який в тому році залишив гурт. Уклавши дворічний контракт, він працював над їх досі невиданим новим альбомом "Chinese Democracy". По закінченні двох років альбом так і не був закінчений. Однак, вийшов сингл "Oh My God", який увійшов в саундтрек до фільму «Кінець світу» ("End of Days").
Робін знову приєднався до Nine Inch Nails, в їх турах Fragility v1.0 і Fragility v2.0. Незабаром після закінчення туру NIN у 2000 році він повернувся в Guns N' Roses, і в 2001 і 2002 році виступав з ними в Бразилії, а також країнах Європи, Азії і Північної Америки. Влітку 2006 року Guns N' Roses гастролювали по Європі, де їх виступи подивилися понад 700,000 людей. Решту року вони гастролювали Північною Америкою, а у 2007 році — Мексикою, Австралією та Японією.
На початку 2008 року Робін повернувся в Nine Inch Nails.